# Evil Invaders
Evil Invaders ist eine belgische Thrash- und Speed-Metal-Band aus Leopoldsburg, die 2007 gegründet wurde.

## Geschichte
Die Band wurde im Jahr 2007 gegründet. Der Name wurde dem gleichnamigen Razor-Lied entliehen. Gründungsmitglied Johannes "Joe" Van Audenhove ist mittlerweile noch das einzig verbliebene Originalmitglied, bis 2009 hatte sich eine erste Besetzung gefunden. Anfang 2009 wurde zudem der erste Auftritt abgehalten. Nach einem ersten Demo unter dem Namen D-emokill (2009) folgte 2013 eine selbstbetitelte EP. Nach der Veröffentlichung der EP hielt die Band nun neben nationale auch internationale Auftritte ab. 2013 spielte die Band auf dem Keep It True. 2014 und 2015 hielt die Band neben vier Europatourneen mit Destruction, Majesty, Skull Fist und Lost Society auch zwei Touren durch Japan ab und sie war auf Festivals wie dem Party.San, Graspop Metal Meeting, Pukkelpop und dem Out and Loud zu sehen. Anfang 2015 schloss sich über Napalm Records das Debütalbum Pulses of Pleasure an. Hierauf besteht die Band aus dem Sänger und Gitarristen Johannes "Joe" Van Audenhove, dem Gitarristen Sam Lemmens, dem Schlagzeuger Senne Jacobs und dem Bassisten Max Maxheim aka Max Mayhem, der im Dezember 2014 zur Besetzung gekommen war. Zur Veröffentlichung wurden drei Konzerte abgehalten, an denen über 1.500 Leute teilnahmen. 2016 war die Band unter anderem auf dem Summer Breeze vertreten und es wurde eine Tour durch Europa mit Suicidal Angels, Mortillery und Skull Fist abgehalten. Nach einer 2016er EP In for the Kill folgte 2017, erneut über Napalm Records, das zweite Album Feed Me Violence. Im selben Jahr war die Band unter anderem auf dem Metal Hammer Paradise, den Metaldays, dem Bang Your Head und erneut auf dem Graspop Metal Meeting zu sehen. 2018 nahm die Gruppe am Wacken Open Air teil.

## Stil

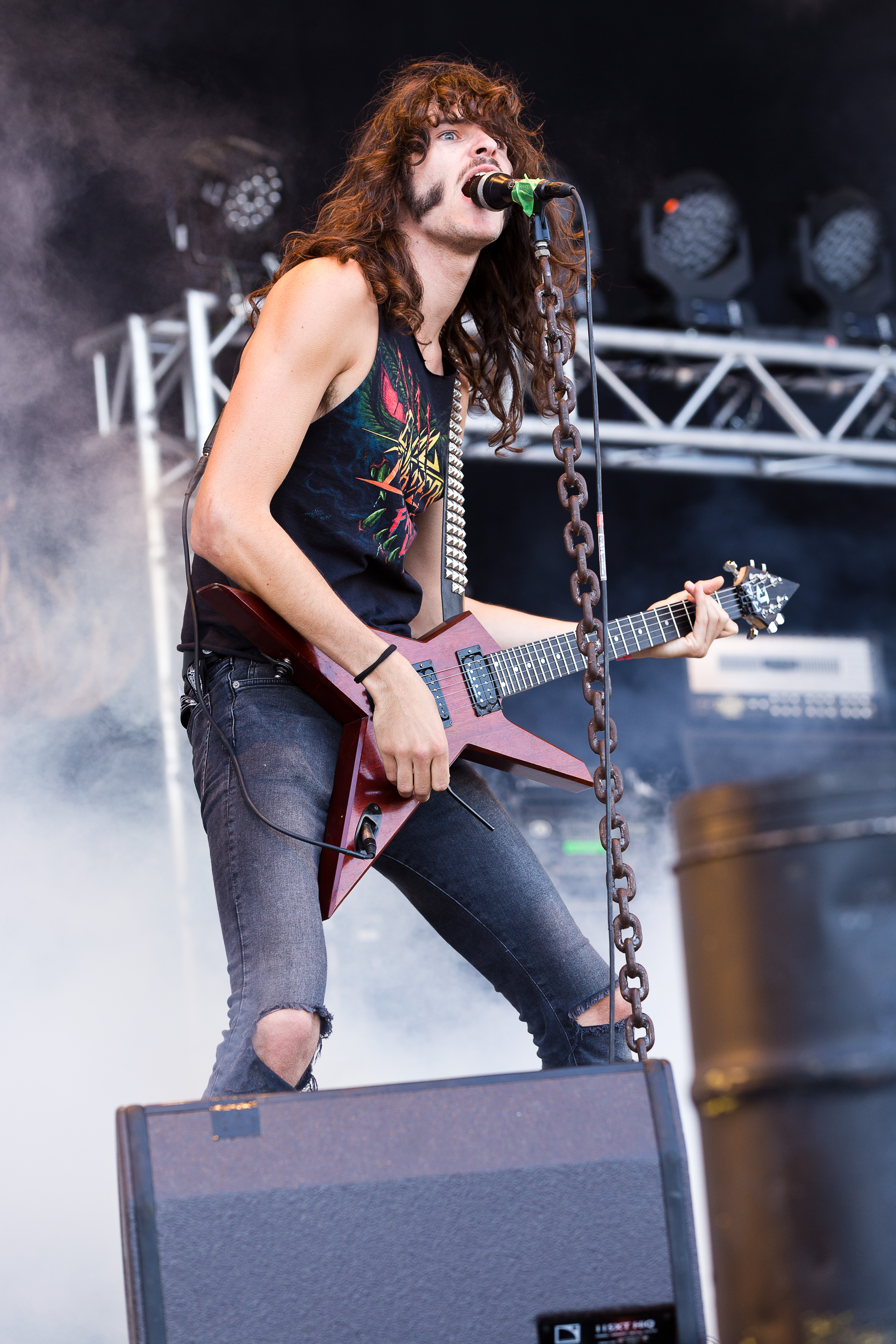
Vor allem Johannes "Joe" Van Audenhoves Gesang (hier auf dem Party.San Open Air 2015) ist bei mehreren Rezensenten umstritten

laut.de befand, dass die Band "Annihilator in ihren besten Tagen Konkurrenz" macht. Auf dem Debütalbum spiele die Band klassischen Thrash Metal, der sich stark an dem Klang aus der San Francisco Bay Area orientiere. Laut der Band selbst orientiere sie sich an den frühen Metallica, vor dem Erscheinen von Kill ’Em All, als Dave Mustaine noch in der Band gewesen sei. Zudem beschriebe sie ihre Musik als Mischung aus Heavy Metal, Thrash Metal, Speed Metal, New Wave of British Heavy Metal, Mercyful Fate, Iron Maiden, W.A.S.P., Overkill, Old School und New School. Laut James Christopher Monger von Allmusic spielt die Band eine Mischung aus Thrash- und Speed-Metal, die durch Bands wie Motörhead, Exodus, Black Sabbath, Slayer, Death und frühe Metallica beeinflusst worden sei. Im Interview mit Markus Endres von Metal.de gab Johannes Van Audenhove an, dass die Band eine Mischung aus Heavy-, Speed- und Thrash-Metal spielt, die am Stil der 1980er Jahre orientiert sei. Am Songwriting seien alle Mitglieder gleichermaßen beteiligt. Die Mitglieder würden meist Sachen zuhause aufnehmen, diese sich dann gegenseitig zuschicken und dann gemeinsam in den Proben diskutieren. Die Texte schreibe er, wobei sie meist Ausdruck seiner Gefühle in bestimmten Lebensmomenten seien.
Oliver Weinsheimer vom Rock Hard schrieb in seiner Rezension zur selbstbetitelten EP, dass hierauf klassischer Speed Metal zu hören ist, der "mit grenzdebilen Texten und amüsanten Musikerpseudonymen" geschmückt werde. Der Gesang sei eine Mischung aus John Gallagher (Raven) und Dan Beehler (Exciter). Thomas Kupfer beschrieb in einer späteren Ausgabe Pulses of Pleasure als "[f]rischen Speed Metal der eher brachialen Art", der eine Riffdichte beinhalte, die an Exodus erinnere. Auch charakteristisch seien "melodiöse Maiden-Gedächtnis-Leads und eine „Fuck you!“-Old-School-Attitüde". Man fühle sich mehrfach an Agent Steel erinnert, Evil Invaders gehe jedoch weniger filigran und viel kompromissloser zuwerke. Van Audenhoven als Sänger beschrieb er als "einen Krakeeler […], dem man umgehend eine Palette Dosenbier spendiert, wenn er diese Power und Entschlossenheit auch live auf die Bretter bringt". Auch Wolfgang Liu Kuhn rezensierte das Album in derselben Ausgabe. Er ordnete es auch dem Speed Metal zu.
Er fühlte sich vor allem durch die Riffs beeindruckt, die die besten Momente von Judas Priest und Iron Maiden vereinen würden und man es mit "einer jugendlichen Frische" anreichere. Dadurch sei die Musik ähnlich mitreißend und begeisternd wie frühe Exodus-Veröffentlichungen. Weniger beeindruckt zeigte er sich jedoch vom Gesang, der "an die schlimmsten Auswürfe eines vorpubertären Mille Petrozza, der sich gerade zu viel King Diamond reingezogen hat" erinnere. Außerdem sei es ein "überdrehte[s] und variationslose[s] Helium-Gekreische". Die Texte seien fragwürdig und würden "Kalauer-Hymnen" wie Anal Lust von Exhorder ähneln. In einer späteren Ausgabe besprach Wolfram Küper In for the Kill und merkte an, dass es sich bei Evil Invaders um eine ähnlich unterbewerte Speed- und Thrash-Metal-Band handelt wie etwa After All und Bliksem. Die Gruppe bewege sich an der Trennlinie beider Genres. Sebastian Schilling vom selben Magazin gab in seiner Rezension zu Feed Me Violence an, dass der Gesang immer noch gewöhnungsbedürftig sei, da Van Audenhoven dazu neige, am Anfang oder Ende der Zeile die Stimme hochzuziehen. Ansonsten atme das Album den "Spirit der Achtziger […], ohne staubige Retro-Atmosphäre zu verbreiten" und enthalte energiegeladenen Speed Metal, dem es nicht an "starken Riffs und coolen Soli mangele". Im Interview mit Mandy Malon eine Ausgabe später meinte Van Audenhoven, dass die Band nicht bewusst darüber nachdenkt, eine Balance zwischen Innovation und Tradition zu finden. Feed Me Violence sei somit mehr als eine Mischung aus Heavy-, Thrash- und Speed-Metal, vielmehr habe man nun auch Elemente aus dem Doom- und Progressive-Metal mit eingearbeitet.
Katrin Riedl vom Metal Hammer rezensierte Feed Me Violence ebenfalls und meinte, dass hierauf eine ruppige Mischung aus Speed- und Thrash-Metal enthalten ist, die "vor allem stimmlich einige Over-the-top-Momente" habe, "mit oldschooligem Charme" besteche und mit viel Enthusiasmus gespielt werde.

## Diskografie
Alben:

| Jahr | Titel Musiklabel                     | Höchstplatzierung, Gesamtwochen, AuszeichnungChartplatzierungen (Jahr, Titel, Musiklabel, Platzierungen, Wochen, Auszeichnungen, Anmerkungen) | Höchstplatzierung, Gesamtwochen, AuszeichnungChartplatzierungen (Jahr, Titel, Musiklabel, Platzierungen, Wochen, Auszeichnungen, Anmerkungen) | Anmerkungen                              |
| Jahr | Titel Musiklabel                     | BEF | DE | Anmerkungen                              |
| ---- | ------------------------------------ | --- | --- | ---------------------------------------- |
| 2015 | Pulses of Pleasure Napalm Records    | BEF33 (3 Wo.)BEF | — | Erstveröffentlichung: 28. Februar 2015   |
| 2017 | Feed Me Violence Napalm Records      | BEF93 (3 Wo.)BEF | — | Erstveröffentlichung: 29. September 2017 |
| 2022 | Shattering Reflection Napalm Records | BEF96 (1 Wo.)BEF | DE53 (1 Wo.)DE | Erstveröffentlichung: 1. April 2022      |

Sonstige:
- 2009: D-emokill (Demo, Eigenveröffentlichung)
- 2013: Evil Invaders (EP, Empire Records)
- 2016: In for the Kill (EP, Napalm Records)